# Nemophas subterrubus
Nemophas subterrubus är en skalbaggsart som beskrevs av Heller 1924. Nemophas subterrubus ingår i släktet Nemophas och familjen långhorningar.
Artens utbredningsområde är Filippinerna. Inga underarter finns listade i Catalogue of Life.